# Astronomie en Colombie
La position géographique de la Colombie, dans la zone équatoriale, lui donne un accès privilégié à une très grande partie du ciel nocturne dans les deux hémisphères.

## Histoire

### Époque précolombienne
On connaît mal les connaissances astronomiques des peuples du territoire colombien durant l'époque précolombienne. Le développement agricole des cultures muisca, tayrona et Zenú implique cependant un certain usage du calendrier.
Le calendrier de la culture muisca fut décrit par José Domingo Duquesne (es) qui étudia les descendants muiscas à la fin du XVIIIe siècle. L'année, zocam, se divise en lunes, vingt de ces lunes formant l'année civile ou commune. Vingt de ces grandes années forment le cycle muisca. Pour distinguer les jours lunaires, les lunes et les années, on employait des séries périodiques dont les derniers jours étaient des numéros (1, ata; 2, bozha ou bosa; 3, mica; 4, mhuyca ou muyhica; 5, hicsca ou hisca; 6, ta; 7, qhupqa ou cuhupqua; 8, shuzha ou suhuza; 9, aca; 10, hubchíbica ou ubchihica).

### Époque coloniale
Le premier observatoire astronomique d'Amérique, fut construit à Santa Fe de Bogota pour l'Expédition Botanique de la Nouvelle-Grenade (es), commanditée par José Celestino Bruno Mutis y Bosio, et son premier directeur fut le colombien Francisco José de Caldas (1768 - 1816). Il en prit possession en 1805 et ajouta au petit réfracteur et à l'équipement existant de nouveaux instruments comme le quart de cercle (es) de Bird et le pendule de Graham. Il estima à 4° 36′ 06″ la latitude du lieu historique et fit d'autres observations d'intérêt astronomique, géodésique et climatique.

### Époque républicaine
Parmi les astronomes colombiens, se distingue le mathématicien et ingénieur Julio Garavito Armero (1865-1920), directeur de l'ancien observatoire en 1892, professeur d'astronomie, de calcul infinitésimal et de mécanique rationnelle, qui en plus de ses observations astronomiques et de ses travaux en astronomie dynamique, a appliqué la méthode de Olbers pour déterminer les orbites des comètes de 1901 et 1910 en utilisant ses propres registres d'observation.
En plus d'avoir réussi à démontrer des théorèmes relatifs aux changements de variables canoniques et d'avoir appliqué ses théorèmes à la méthode de Hamilton-Jacobi pour les orbitales elliptiques, d'avoir réussi à trouver une expression pour le difficile problème des trois corps avec la publication de son ouvrage majeur « Fórmulas Definitivas para el Movimiento de la Luna », Garavito a tenté de préparer un instrument théorique extrêmement utile pour la préparation d'éphémérides comme complément du chronomètre pour la détermination de la longitude. Il est mort en mars 1920, avant d'avoir atteint ce but.
Un cratère de 80 km de diamètre de la Lune a été nommé en son honneur le 3 octobre 1970 par l'UAI.
On trouve aujourd'hui en Colombie des étudiants à la fois en master et en thèse, principalement à l'Université nationale de Colombie. Cette université est responsable de l'observatoire historique de 1805, et possède son propre observatoire astronomique.

## Observatoires astronomiques fonctionnels en Colombie
La plupart des observatoires astronomiques sont associés à des universités.
| Observatoire                                                                             | Type de télescope                | Diamètre du télescope | Type de caméra                             | Description                                                      |
| ---------------------------------------------------------------------------------------- | -------------------------------- | --------------------- | ------------------------------------------ | ---------------------------------------------------------------- |
| Université Sergio Arboleda (Bogota)                                                      | TORUS CC04                       | 41 cm                 | CCD APOGEE 7b                              | Télescope professionnel spécialement conçu pour la spectroscopie |
| Université de Nariño (San Juan de Pasto)                                                 | MEADE Schmidt-Cassegrain         | 41 cm                 | CCD ST7-E                                  | Système de refroidissement imaginé par les étudiants             |
| Université des Andes (Bogotá)                                                            | MEADE Schmidt-Cassegrain         | 41 cm                 | CCD                                        | Spectrographe construit par les étudiants                        |
| Université nationale de Colombie (Manizales).                                            | Celestrón Schmidt-Cassegrain     | 36 cm                 | CCD                                        |                                                                  |
| Université nationale de Colombie (Bogotá) Observatoire astronomique national de Colombie | Celestron 9.25" Ritchey-Chrétien | 23,5 cm               | CCD                                        |                                                                  |
| Université nationale de Colombie (Bogotá) Observatoire astronomique national de Colombie | Meade 16" LX200GPS               | 40,64 cm              | CCD                                        |                                                                  |
| Planétarium et observatoire astronomique de l'Université Technologique de Pereira.       | Meade 16" LX200-GPS.             | 40,64 cm              | Meade DSI Pro II CCD                       |                                                                  |
| Planétarium et observatoire astronomique de l'Université Technologique de Pereira.       | Celestron Ultima 11"             | 27,94 cm              | Celestron Neximage CCD Solar System Imager |                                                                  |

## Associations d'astronomie en Colombie
- (es) « Asociación Colombiana de Estudios Astronómicos (ACDA) » (Association colombienne d'études astronomiques)